# SN 1963G
SN 1963G – supernowa odkryta 25 lutego 1963 roku w galaktyce IC3112. W momencie odkrycia miała maksymalną jasność 15,80m.